# Ернест Ачкун
Ернест Ачкун  (Храстник, 27. март 1930 — Београд,  28. септембар 2001) био је српски и југословенски кларинетиста. Током више од четири деценије музичарске делатности уврстио се у сам врх југословенских музичких уметника.

## Биографија
Рођен је 27. марта 1930. у Храстнику (срез Трбовље — Н. Р. Словенија), у радничкој породици од оца Ернеста, рудара и мајке Елизабете, домаћице.
Основну школу завршио је у Храстнику 1940. године. Музиком је почео да се бави 1941. године када је кренуо да учи кларинет и обоу у тек отвореној музичкој школи у Трбовљу.
Родитељи Ернеста су за време окупације симпатизирали и помагали НОП, те је јула 1944. цела породица пребегла у партизане. Тамо је Ернест био задужен за музику у Главном штабу Словеније.
После ослобођења, враћа се кући и у јесен 1945. уписује средњу музичку школу у Љубљани.
Следеће године доноси чврсту одлуку да живот посвети музици, тј. кларинету. На иницијативу професора Музичке академије у Београду Бруно Бруна а и његовом помоћи, у јесен 1946. године отишао је у Београд, где је 1949. завршио средњу музичку школу са одличним успехом, а истовремено, тако млад (19 година), ангажован је за II кларинетисту у оркестру Народног позоришта у Београду и у Београдској филхармонији, да би 1953. године постао први соло кларинетиста Београдске филхармоније (са 25 година). 
Свирајући у поменутим оркестрима, Ернест се издржавао. Позната је и чињеница да је из истих разлога био принуђен да ради тешке физичке послове, па чак и да преноси музичке инструменте.
Дипломирао је на Музичкој академији у Београду, у класи професора Бруно Бруна са средњом оценом – одличан, музичка способност – изразита, 27. јуна 1953. године.
Од 1955. до 1957. године, Ернест одлази у Париз на специјализацију код чувеног професора за кларинет Ulyyssea Deleclusеа на Conservatoire superieure.
Радио је и у Средњој музичкој школи Мокрањац, где је предавао кларинет и био шеф Дувачког одсека.
Ернест Ачкун је радио у Београдској филхармонији све до 1975, када долази на Факултет музичке уметности да ради као професор на Катедри за камерну музику. Тих година Факултет је имао велику празнину у настави камерне музике са дувачким ансамблима. Своје студенте, Ачкун је изводио на јавне часове, концерте и на такмичења и освајао награде.
Године 1985, Ернест Ачкун постаје редовни професор Катедре за камерну музику на ФМУ у Београду.

## Концертна делатност
Од 1948. gодине, Ернест Ачкун делује активно на концертрним подијумима Југославије, а био је чест гост и у другим земљама Европе свирајући низ концерата за кларинет и оркестар. Готово сав свој огромни репеартоар за кларинет, Ернест је снимио за Радио-Београд и друге радио-станице. Године 1984. издао је плочу са концертима Моцарта и Стјепана Шулека. Плоча је право ремек-дело извођаштва, те би се могла равноправно наћи у најеминентнијим дискотекама у свету.
У току студија, Ернест је био неколико пута награђиван за успех у учењу и то учествовањем на свим концертима које приређује Ректорат Музичке академије у Београду, Загребу, Љубљани и у Бечу, где је добио врло похвалне критике.
Изводећи скоро целокупну литературу за кларинет, Ернест Ачкун је задужио домаће ствараоце. За њега су писали концерте и посветили му их: Милан Ристић, Златан Вауда, Стјепан Шулек, Станојло Рајичић, Душко Радић, Зоран Христић, Петар Стајић, Петар Стојановић, Бруно Бјелински и др. Дела ових композитора Ачкун је често изводио на концертним подијумима и снимао за радио-станице широм Југославије и у иностранству.
Као солиста, гостовао је по Француској, Белгији, Аустрији, Италији, Немачкој, Бугарској, и то уз диригенте као што су: Зубин Мехта, Jean Martinon, Charles Bruck, Милан Хорват, Оскар Данон, Живојин Здравковић, Младен Јагушт, Јован Шајновић и други.
О тежини позива музичара-уметника, Ернест Ачкун је често знао да каже: У овом послу човек се стално и стално доказује, а никада се не може доказати.
Пет пута је био предлаган за Октобарску награду града Београда, a добитник је и многих других награда и признања. Све ово илуструје квалитет његових реситала и јавних наступа.

## Рад у Београдском дувачком квинтету и осталим ансамблима
Од 1962. године, Ернест Ачкун је члан Београдског дувачког квинтета, у којем свира и ради са великим ентузијазмом, пред собом постављајући увек високе циљеве. Овај камерни ансамбл био је најбољи амбасадор озбиљне и камерне музике, који је репрезентовао наше и страно музичко богатство широм света: Париз, Рим, Берлин, Москва, Лењинград, Копенхаген, Осло, Братислава, Букурешт, Беч, Брисел, Новосибирск, и многи други градови. Квинтет је имао више стотина наступа и снимања за радио и телевизије Југославије и у иностранству. Београдски дувачки квинтет је добитник многих награда и признања.
| „                                                               | Београдски дувачки квинтет својим изузетним извођачким квалитетима израстао је у један од наших врхунских камерних ансамбала, чији квалитет достиже висок европски ниво. | ” |
| — Енрико Јосиф, композитор „XI Сомборске музичке вечери“ (1971) | |   |

Радећи као први соло-кларинетиста Београдске филхармоније, Ернест Ачкун се активно бавио и другим видовима камерног музицирања. Био је члан дувачког трија (1965), септета, нонета, а свирао је и Серенаде за дуваче (13-оро дувача) В. А. Моцарта.

## Значај
У све три разграђене области извођаштва: солистичког, камерног и оркестарског свирања, Ернест Ачкун је дао свој изразити уметнички допринос.
- Као комплетна музичка појава, био је велики познавалац музике и свог инструмента, сам врх југословенске музичке сцене.
- Један је од најбољих оркестарских и камерних музичара и кларинетиста на овим просторима, радећи као дугогодишњи први соло-кларинетиста Београдске филхармоније и као члан многих камерних састава.
- Као концертни солиста наступао је и много снимао у свим већим градовима Југославије и иностранства.

Ачкун је био амбасадор нашег музичког стваралаштва и домаћег кларинетизма. Он је неуморно, високо професионално испуњавао своју културну животну мисију у нашој средини, приказујући и скретајући пажњу и светској музичкој јавности на наше (и страно) музичко богатство и стваралашто. Ово потврђује чињеница да му је толико југословенских композитора посветило своје концерте за кларинет.

## Награде и признања
- I награду на Омладинском фестивалу Југославије у Београду 1948. године.
- II неграда (прва није додељена) на II Такмичењу музичких уметиика Југославије у Љубљани 1949. године.
- II неграда (прва није додељена) на III Такмчењу музичких уметника Југославије у Београду 1951. године.
- Börderungs Prämie (24. кандидата) на Међународном конкурсу у Женеви 1953. године.
- II награда на Међународном конкурсу у Минхену (22 кандкдата) 1954. године.
- I награда (једини добитник) на V Такмичењу музичких уметника Југославије у Скопљу 1954. године .
- Октобарска награда града Београда 1970. године .
- Добитник је награде Радио-дифузије за снимање концерта за кларинет Стјепана Шулека 1969. године.
- Награде СИЗ-а културе добио је 4 пута за реситале који су одржани у оквиру циклуса Интернационални мајстори /1978. 1979. 1981. 1984, као и за извођење концерта за кларинет Милана Ристића 1977. додине.
- Награду Удружења музичких уметника Србије добио је за реситал одржан 1984. године (ово је Ернесту била најмилија награда).
- Сребрна медаља Универзитета уметности.
- Плакета Музичке омладине.
- Плакетв Града Београда.
- Плакета Београдске филхармоније.
- Плакета Савеза конипозитора.
- Годишња награда Удружења музичких уметника Србије за најбољи концерт одржан у 1984. години.

## Награде и признања Дувачком квинтету
Дувачки квинтет, чији је Ернест био оснивач и у коме је свирао кларинет, био је добитник многих награда и признања:
- Октобарска награда града Београда,
- награда Удружења музичких уметника,
- награда Савеза композитора Југославије,
- награда Радио-дифузије,
- два пута награде СИЗ-а културе Србије.

## Друштвене активности
Ернест Ачкун је био друштвено врло ангажован. Био је:
- генерални секретар Савеза удружења музичких уметника Југославије,
- Делегат у Градској скупштини СИЗ-а културе,
- Републички делегат СИЗ-а културе,
- председник Савета Београдске Филхармоније,
- члан Савета Међународног такмичења Музичке омладине,
- члан жирија многих Међународних и домаћих такмичења,
- члан Савета Бемуса,
- члан Комисије за музичко-сценске делатности СР Србије,
- председник Управног већа ФМУ,
- члан Савета ФМУ,
- секретар ООСК ФМУ,
- председник УМУС-а.